# Earl Jones
Earl M. Jones (ur. 17 lipca 1964 w Chicago) – amerykański lekkoatleta specjalizujący się w biegach średniodystansowych, uczestnik letnich igrzysk olimpijskich w Los Angeles (1984), brązowy medalista olimpijski w biegu na 800 metrów.

## Sukcesy sportowe
- mistrz National Collegiate Athletic Association w biegu na 800 metrów – 1985[1]
- brązowy medalista mistrzostw Stanów Zjednoczonych w biegu na 800 metrów – 1985[2]

| Rok  | Miasto      | Zawody               | Konkurencja   | Wynik         |
| ---- | ----------- | -------------------- | ------------- | ------------- |
| 1984 | Los Angeles | Igrzyska olimpijskie | bieg na 800 m | brązowy medal |

## Rekordy życiowe
- bieg na 800 metrów – 1:43,62 – Zurych 13/08/1986
- bieg na 800 metrów (hala) – 1:47,26 – Syracuse 09/03/1985
- bieg na 1500 metrów – 3:36,19 – Hengelo 27/06/1986